# Mansión de Invierno
La Mansión de Invierno fue un lujoso hotel ubicado en la localidad de Empedrado, provincia de Corrientes, Argentina. Surgió de la idea de unos inversores bonaerenses de construir una Mansión o Ciudad de Invierno para que los porteños pudieran pasar sus vacaciones de invierno en un lugar apropiado, y que lo mismo hicieran los Europeos que visitaran la Argentina. Empedrado, fue la localidad en la que se decidió realizar la construcción del hotel, por sus condiciones climáticas y geográficas. 
Se inauguró en 1914 pero fue abandonado cuando se inició la Primera Guerra Mundial y fue demolido años después de su abandono.

## Historia
Cuando fue inaugurado en 1914, constaba de cuatro pisos, dos subsuelos y estaba unido a un casino por un largo pasillo. Tenía una capacidad de 150 personas, una sala de lectura y una de conferencias, un muelle sobre el río con instalaciones balnearias, un casino y una escuela.
El hotel sólo duro unos pocos meses, y paradójicamente, no durante el invierno, como había sido planeado. Cuando inició la Primera Guerra Mundial, el hotel fue abandonado y pocos años después, parte de este fue demolida.
El lujoso mobiliario con el que contaba el hotel fue vendido a otros grandes hoteles y casinos de Argentina.
Los habitantes de la localidad de Empedrado, dicen que parte del mobiliario del casino de Mar del Plata perteneció a la Mansión de Invierno.

## Actualidad
Actualmente, solo quedan las ruinas de lo que alguna vez fue un lujoso hotel, que se encuentran en una propiedad privada. Nunca fue considerado un patrimonio histórico, cultural ni arquitectónico.